# Namhang-dong
Namhang-dong (koreanska: 남항동) är en stadsdel i Sydkorea.  Den ligger på ön Yeongdo i stadsdistriktet Yeongdo-gu i staden Busan, i den sydöstra delen av landet, 300 km sydost om huvudstaden Seoul. 